# David Cardús i Pascual
David Cardús i Pascual (Barcelona, 6 d'agost de 1922 - Houston, Texas, 2 de juny de 2003) fou un metge i matemàtic català, conegut per seleccionar i entrenar els primers astronautes de la NASA.

## Biografia
David Cardús i Pascual va néixer el 6 d'agost de 1922 a Barcelona. El seu pare, Jaume Cardús, va dur a terme una important tasca política com a secretari general del Centre Autonomista de Dependents del Comerç i de la Indústria, militant de la Unió Catalanista i posteriorment d'Esquerra Republicana de Catalunya. Per aquesta raó, acabada la Guerra Civil espanyola la seva família es va haver d'exiliar a França el gener de 1939. Durant aquest període d'exili, David Cardús aconseguiria la carrera de Física, Química i Matemàtiques de la Universitat de Montpeller. Després de fer un curs d'homologació del batxiller espanyol es llicencià en Medicina l'any 1942.
Poc després va tornar a Catalunya, on va complir dos anys de servei militar obligatori a Olot. Va prosseguir els estudis a la Universitat de Barcelona, aconseguint la llicència en Medicina l'any 1949 i fent el seu internat al Clínic entre 1949-1950. Aprofitant una beca del govern francès, l'any 1953 emigra a París, per especialitzar-se en cardiologia als Hospitals Boucicaut i la Pitié.
Posteriorment, treballaria d'investigació al Departament de Cardiologia de la Universitat de Manchester. El 1957, durant un congrés, un científic americà d'origen alemany li proposà treballar als Estats Units d'Amèrica. Va acceptar un contracte de treball i va marxar cap als EUA, fet que el va separar de la seva dona i filles, a les quals els van denegar el visat. Allà estudiaria Matemàtiques a la Universitat de Michigan i posteriorment treballaria pels Servies de Recerca Mèdica de les Forces Aèries a Albuquerque. La seva investigació, que va durar fins a l'any 1960, tractava sobre les reaccions dels cossos dels pilots durant els vols. Aquell mateix any va presentar la seva tesi doctoral a la Universitat de Barcelona amb el títol d'Estudis sobre la capacitat humana per l'esforç mecànic i va decidir quedar-se definitivament als EUA.
Poc després de fundar-se la NASA, amb seu a Houston (Texas), Cardús va traslladar-s'hi com a personal mèdic de les Forces Aèries i va convertir-se en part de l'equip de selecció i adaptació dels primers astronautes. Allà les seves recerques se centraren en la fisiologia de l'exercici i de l'espai, col·laborant en la preparació de la primera missió tripulada de la NASA, i també en la medicina de la rehabilitació i les aplicacions informàtiques a la medicina.
Posteriorment seria investigador de la Universitat Baylor de Houston en el camp dels estudis físics i fisiològics dels astronautes i faria de professor de matemàtiques a la Universitat RICE. El 1979, fundà l'Institut Nord-Americà d'Estudis Catalans (American Institute for Catalan Studies), tot coincidint amb una quarantena de científics catalans. Entre d'altres, el metge Carles Vallbona amb qui publica diversos articles. També va ser vicepresident de la Federació d'Entitats Catalanes d'Amèrica del Nord i, de l'Institut de Cultura Hispànica. Des del 1998 fou també vicepresident de la Federació Internacional d'Entitats Catalanes.
Durant la seva trajectòria Cardús va col·laborar a nombroses revistes científiques. També fou membre de l'American College of Chest Physicians des del 1959, l'American College of Cardiology des del 1966, l'Aerospace Medical Asssociation, l'American College of Sports i l'American Gravitational Physiology, on el 1993 va ocupar-ne la presidència. Membre d'honor de la Reial Acadèmia de Medicina de Catalunya, el professor Cardús va rebre nombrosos homenatges i distincions: l'orde d'Isabel la Catòlica, medalla Narcís Monturiol el 1984, la Creu de Sant Jordi el 1992 i el 1994 seria investit Doctor Honoris Causa per la Universitat Autònoma de Barcelona en un acte solemne celebrat a l'Hospital de la Santa Creu i Sant Pau.

## Obres
- A Hispanic Look at the Bicentennial (1976)